# Port Glaud
Port Glaud is een van de administratieve districten van de Seychellen. Het is gelegen in de westpunt van het hoofdeiland Mahé van de eilandstaat de Seychellen. Met een oppervlakte van zo'n 25 vierkante kilometer is Port Glaud met voorsprong het grootste district op het eiland. Bij de volkstelling van 2002 telde het district bijna 2200 inwoners.

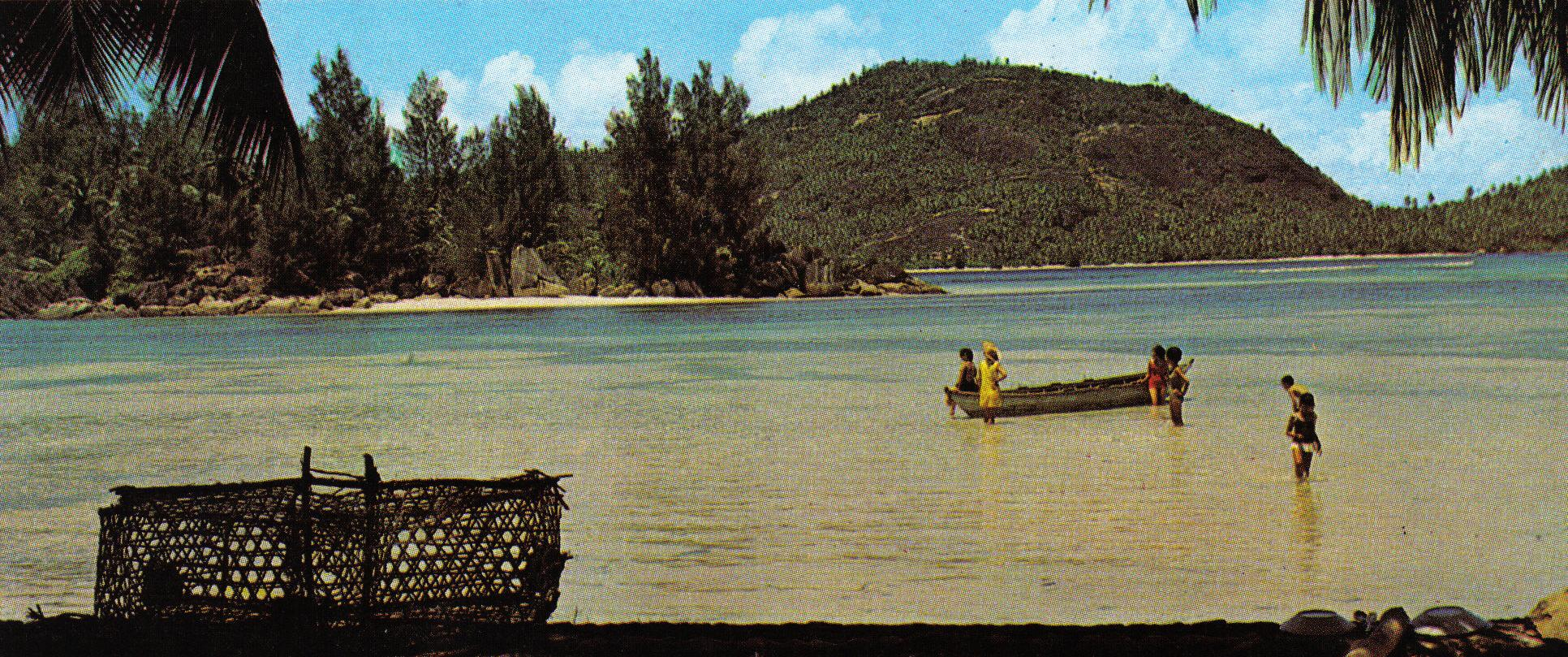
Het strand in Port Glaud begin jaren 70.